# Exposed.su
Exposed.su был веб-сайт, управляемый российскими хакерами, ориентированный на размещение личной информации знаменитостей и других известных личностей. Среди громких жертв — Мишель Обама, Дональд Трамп, Арнольд Шварценеггер, Ким Кардашьян, Джо Байден, Хиллари Клинтон, Бейонсе и Роберт Мюллер. «Доксированные» документы, размещенные на веб-сайте, включают номера социального страхования, кредитные истории, кредитные документы и информацию об ипотеке физических лиц.
Информация о кредитной истории, по-видимому, была получена в результате взлома 3 баз данных кредитных историй США, Equifax, Experian и TransUnion, хакером CosmoTheGod.
В апреле 2013 года Брайан Кребс связал свой инцидент со сваттингом с освещением этого сайта.
В 2017 году подросток по имени Эрик Тейлор, также известный под хакерским псевдонимом CosmoTheGod приговорен к 36 месяцам тюремного заключения окружным судом США по округу Колумбия по обвинению в киберпреступлении в связи с заговором, который привел к раскрытию личной информации Трампа, Джона Бреннана, Обамы и других на сайте. Ранее, в 2016 году, житель Нью-Йорка по имени Mir Islam также был арестован федеральными агентами за то, что передал конфиденциальную информацию директора ЦРУ Джона Бреннана Exposed.su и «сватнул» 50 человек, включая Мишель Обаму и Роберта Мюллера.
Сайт был закрыт в марте 2013 года, после чего перешел на другие домены и с тех пор был отзеркален на скрытом сервисе Tor.